# مجموعه معادن چاله غار وشنوه
مجموعه معادن چاله غار وشنوه مربوط به دوران پیش از تاریخ ایران باستان است و در شهرستان کهک، بخش فردو، دهستان فردو، کوه‌های جنوبی روستای وشنوه واقع شده و این اثر در تاریخ ۲۵ آبان ۱۳۸۷ با شمارهٔ ثبت ۲۳۶۴۹ به‌عنوان یکی از آثار ملی ایران به ثبت رسیده است.